# Gabriël Vandeputte
Pour les articles homonymes, voir Vandeputte.
Gabriël (Gaby) Ernest Vandeputte, né le 11 janvier 1917 à Saint-Genois et décédé le 12 août 2002 à Bruges fut un homme politique catholique belge, membre du CVP.
Vandeputte fut employé, puis directeur de maison d'édition; secrétaire provincial (1947-) du Nationaal Christelijk Middenstandsverbond (NCMV - classes moyennes) de Flandre occidentale, puis au niveau national (1949-). De 1971 à 1981, il fut administrateur-délégué de la Bank van Roeselare en West-Vlaanderen et président de l'INASTI.
Entre 1958 et 1971, il fut coopté sénateur.
Il fut créé commandeur de l'ordre de Léopold II.

## Généalogie
- Il fut fils de Achiel et Maria Vanderzijpe.
- Il épousa en 1944 Lea Debeurme;
  - Ils eurent 7 enfants : Edward (1950-), Godelieve (1947-), Jan (1945-), Karel (1949-), Lutgart (1952-), Mia (1946-) et Piet (1955-).

## Sources
- Bio sur ODIS